# Daleke (Ciornomorske)
Daleke (în ucraineană Далеке) este localitatea de reședință a comunei Daleke din raionul Ciornomorske, Republica Autonomă Crimeea, Ucraina.

## Demografie
Componența lingvistică a localității Daleke
     Rusă (55,58%)
     Tătară crimeeană (27,35%)
     Ucraineană (15,71%)
     Alte limbi (0,48%)
Conform recensământului din 2001, majoritatea populației localității Daleke era vorbitoare de rusă (55,58%), existând în minoritate și vorbitori de tătară crimeeană (27,35%) și ucraineană (15,71%).